# Алчіна (опера)

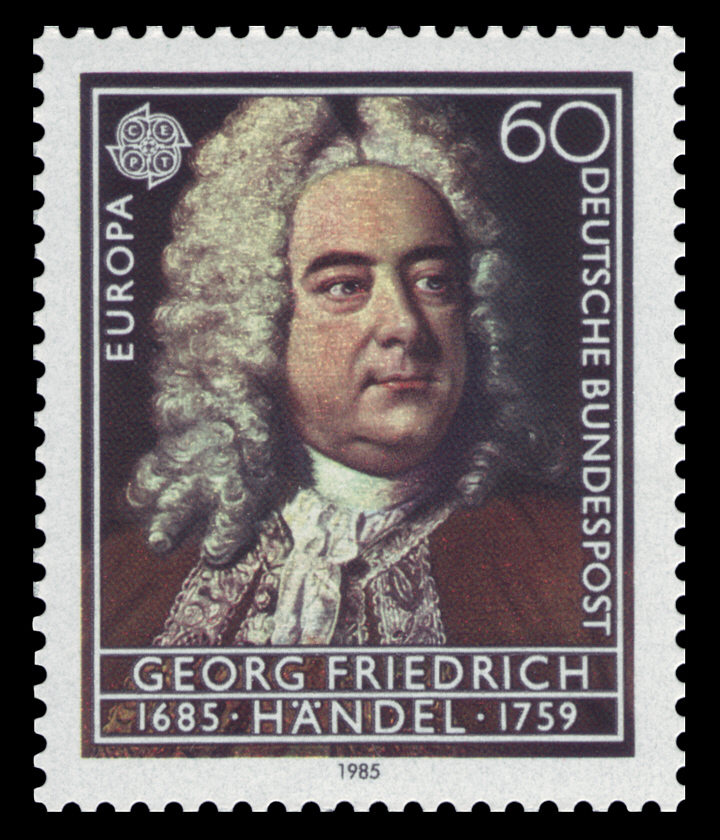

«Алчіна» (італ. Alcina) — опера серіа на три дії композитора німецького походження Георга Фрідріха Генделя, написана італійською мовою. Її лібрето — це сюжет опери «Острів Алчіна» поставленої в 1728 році в Римі композитором Рікардо Броскі, який був дещо змінений у порівнянні з оригіналом для кращого сприйняття. Гендель придбав лібрето роком пізніше, під час своєї подорожі по Італії. Основна сюжетна лінія взята з героїчної поеми XVI століття «Несамовитий Роланд» пера Лудовіко Аріосто (як і сюжети ще двох інших опер Генделя — «Орландо» і «Аріодант»).

## Історія опери
Оперу «Алчіна» Гендель написав для свого першого сезону в королівському театрі Ковент-Гарден у Лондоні. Її прем'єра відбулася 16 квітня 1735 року, опера мала двадцять чотири вистави між 1735 та 1737 роками, однак потім вона зникла з оперних сцен на довгі роки. Наступна постановка була здійснена тільки в 1928 році в Лейпцигу.
У лютому 1960 році австралійська співачка Джоан Сазерленд взяла участь у виставі Франко Дзефіреллі у театрі Ла Феніче у Венеції, а у листопаді цього року в Опері Далласа. Вона виступила у цій самій ролі у Королівському театрі Ковент-Гарден у 1962 році.
У 1969 році опера була частиною фестивалю Ledlanet Nights в Шотландії у 1969 році. Канадський оперний режисер Роберт Карсен у 1999 році поставив оперу для Паризької опери і повторив у Ліричній опері Чикаго (Lyric Opera of Chicago). В обох виставах головну роль виконувала американська оперна співачка Рене Флемінг.

## Дійові особи
- Алчіна — цариця острова Алчіна, відьма, (сопрано)
- Руджеро — лицар, якого за допомогою чарів спокусила Алчіна, коханий Брадаманти, (сопрано)
- Моргана — сестра Алчіни, кохана Оронте, (сопрано)
- Брадаманта — подруга Руджеро, (контральт)
- Оронте — капітан гвардії на острові Алчіна, (тенор)
- Мелісо — чарівник, особистий радник Брадаманти, (бас)
- Оберто — хлопчик, який шукає свого батька на острові Алчіна, (сопрано)
- подруги нареченої, молоді лицарі і дами, духи і жителі царства Алчіни, (хор)

## Сюжет опери
Ті, хто розуміє французьку мову, можуть відкрити для себе фабулу опери «Алчіна» з короткого анімаційного фільму тривалістю близько 4 хвилин.

### Дія І
Брадаманта, замаскована під свого брата Рікардо, і її опікун — чарівник Мелісо прибувають на острів чаклунки Алчіни, щоб звільнити Руджеро — коханого Брадаманти. Володарка острова Алчіна, за допомогою чарів прив'язала до себе Руджеро і він втратив пам’ять. Першою людиною, яку вони зустріли на пустинному пляжі острова була Моргана — сестра володарки острова. Вона з першого погляду закохалася у Рікардо, а насправді у переодягнену Брадаманту. Можливо, причиною було те, що вона хоче звільнитися від нав'язливого Оронте — головнокомандувача збройними силами острова. На острів прибули не тільки Брадаманта і Мелісо, молодий Оберто намагається знайти тут  свого батька — лицаря Астольфа.
Усі йдуть до палацу відьми Алчіни, яка не криється зі своїми почуттями до Руджеро. Свою заздрість не приховує також Оронте. Брадаманта попереджає Оронте про наслідки від такої заздрості, також нагадує Руджерові, що їдучи на острів він покинув сестру Рікардо, яка чекає на нього. Проте, Оронте не довіряє Брадаманті — щоб помститися, він розповідає Руджеро, що Алчіна також закохахалася у незнайомця. Не допомагає навіть те, що Брадаманта розкриває Руджеро суть свого маскараду. Алчіна, як знак вірності коханому Руджеро, хоче перетворити прибулого лицаря в дикого звіра, про що Рікардо-Брадаманту застерігає Моргана. Щоб врятуватися, Рікардо-Брадаманта змушена сказати Моргані, що кохає її.

### Дія ІІ
Багатий і величний зал в зачарованому палаці Алчіни.
Чарівник Мелісо, в костюмі Атланта — колишнього наставника Руджеро, намагається розбудити в Руджеро спогади і відновити його лицарські чесноти. Він дає йому чарівний перстень: під його впливом, Руджеро бачить острів таким, яким він є — пустеля, населена монстрами. Вражений, він розуміє, що повинен покинути його, і співає знамениту арію "Зелені луки" ("Verdi prati"), де він визнає, що, хоча він знає що острів і Алчіна є лише ілюзіями, їх краса не дадуть йому спокою протягом усього життя. Мелісо попереджає Руджеро, що він не може зараз покинути острів. Алчіна все ще має величезну силу, і він повинен замаскувати свою втечу, сказавши їй, що хоче, піти на полювання. Руджеро погоджується, він хотів би побачити Брадаманту, але, побачивши її, Руджеро не вірить своїм очам, він не знає, чи це дійсно вона, чи це чергові чари Алчіни.
Місце, що провадить до королівських апартаментів. У центрі, статуя Цирцеї, яка перетворює людей на звірів.
Брадаманта в розпачі, як і Алчіна, яка переконалася, що Руджеро байдужий до неї, і хоче перетворити Рікардо на тварину, але Руджерові, на радість Моргани, вдається охолодити запал Алчіни. Це саме той момент, коли стає зрозумілим, що Алчіна дійсно любить Руджеро; і відтепер і до кінця опери, вона зображена зі співчуттям до неї. Однак відьма все ще думає кого і як використати для своїх власних цілей. Обертові обіцяє, що він обов'язково знайде свого батька, і хлопчик наївно вірить. Вірний королеві також Оронте. Він повідомляє їй, що Руджеро збирається покинути острів, це викликає відчай у Алчіни. Оронте у відчаї, оскільки почуття Моргани до Рікардо є незмінними. Моргана, однак, прозріває, коли бачить реальну Брадаманту, тепер вона розуміє, як її обдурили. Вона намагається попередити Алчіну, в той час як Руджеро прощається з островом. Моргана і Алчіна розуміють, що їх обманули. Але запізно, коли справжня любов входить у життя Алчіни, магічні сили покидають її. Оронте розуміє, що Ріккардо, Мелісо і Руджеро створили якийсь союз, і Моргана і Алчіна розуміють, що їх обманули. Але запізно: коли справжня любов входить у життя Алчіни, магічні сили покидають її. Алчіна намагається викликати злих духів, щоб Руджеро не покинув її, але магія не підкоряється їй. Та все-таки вони з'являються перед нею, коли Алчіна ламає паличку.

### Дія ІІІ
Моргана пробує відновити свої стосунки з Оронте і просить вибачити її, але у нього є обґрунтовані сумніви і він відкидає її. Алчіна також хоче повернути Руджеро, але коли він відштовхує її від себе, клянеться помститися. Вона продовжує робити зло — дає Обертові кинджал, щоб хлопчик убив грізного лева. Проте Оберто відмовляється, він має внутрішнє переконання, що тварина  пов'язана з таємницею його батька. Тим часом Руджеро готується воювати на боці сил добра. Треба нарешті зруйнувати чари і звільнити жертви Алчіни. У відьми залишилася тільки чарівна урна, у якій зберігається її чаклунська сила. Навіть сльози Алчіни безсилі, даремно разом з Морганою вони обороняють урну, Руджеро розбиває її на шматки. Руджеро і Брадаманта тріумфують, а царство Алчіни перестає існувати. Чарівний палац Алчіни розвалюється, а вона і Моргана провалюються крізь землю. Лев перетворюється на Астольфо — батька Оберто. Раби відьми здобули свободу, дикі звірі знову стають людьми. «Я був каменем», говорить один, «Я був деревом», говорить інший, «А я хвилею в океані». Всі люди співають з радості, а про Алчіну забули.

## Оркестр
Флейта-піколо, дві блокфлейти, дві флейти, два гобої, фагот, дві валторни, скрипка, віолончель, Streicher, Basso continuo (віолончель, лютня, клавесин).